# Ионку, Ольга Калиновна
Ольга Калиновна Ионку (Врабий) (рум. Ioncu Olga Kalinovnai) (род. 1934) — советский детский врач-педиатр. Депутат Верховного Совета СССР 10-го созыва (1979—1984). Герой Социалистического Труда (1978).

## Биография
Родилась в 1934 году в селе Екимауцы, Оргеевского уезда, Бессарабия в составе Румынии, Королевства Румынии в крестьянской семье.
В 1961 году окончила медицинский факультет Кишинёвского медицинского института.
С 1961 по 1967 годы работала врачом-педиатром и заведующей детским отделением районной, а затем и сельской участковой больницы.
С 1967 года О. К. Ионку была назначена главным врачом Распопенской участковой больницы в селе Распопены, Шолданештского района Молдавской ССР.
20 июля 1971 года Указом Президиума Верховного Совета СССР «за высокие трудовые достижения по итогам восьмой пятилетки (1966-1970)» Ольга Калиновна Ионку была награждена орденом «Знак Почёта».
23 октября 1978 года Указом Президиума Верховного Совета СССР «за большие заслуги в развитии народного здравоохранения» Ольга Калиновна Ионку была удостоена звания Героя Социалистического Труда с вручением ордена Ленина и золотой медали «Серп и Молот».
С 1979 по 1984 год О. К. Ионку участвовала на всесоюзных выборах и была избрана — депутатом Верховного Совета СССР 10-го созыва. О. К. Ионку также участвовала и в местных выборах — избиралась депутатом Распопенского сельского Совета народных депутатов.
После выхода на пенсию жила в селе Распопены Шолданештского района Молдавии.

## Награды
- Медаль «Серп и Молот» (23.10.1978)
- Орден Ленина (23.10.1978)
- Орден «Знак Почёта» (20.07.1971)